# Лига чемпионов УЕФА 2018/2019. Групповой этап
Эта статья содержит информацию о групповом этапе Лиги Чемпионов УЕФА 2018/2019.
В групповом этапе участвуют 32 клуба: 26 начинают с него и 4 победителя раунда плей-офф. Клубы разделены на 8 групп по 4 команды в каждой. Команды, занявшие в группе первые два места, проходят в плей-офф, а занявшие третьи места, проходят в 1/16 финала Лиги Европы.

## География турнира
Дебютировали в групповом этапе Лиги чемпионов УЕФА три команды: «Хоффенхайм», «Црвена Звезда» и «Янг Бойз». «Црвена Звезда» в старом формате турнира стала его победителем в 1991 году.
В групповом этапе Лиги чемпионов УЕФА 2018/19 представлены национальные лиги следующих стран:
- Испания, Германия, Англия и Италия — по 4.
- Франция — 3.
- Россия, Португалия, Нидерланды — 2.
- Сербия, Украина, Бельгия, Турция, Чехия, Греция, Швейцария — по 1.

### Карта участников
Манчестер Сити

 Манчестер Юнайтед
 Локомотив

 ЦСКА
 Реал Мадрид

 Атлетико Мадрид

## Жеребьёвка
Команды будут посеяны в четыре корзины на основе их положения в рейтинге коэффициентов УЕФА на конец сезона 2017/2018. Жеребьёвка прошла 30 августа 2018 года.
| Корзина 1       | Корзина 1 |
| Команда         | Коэф.     |
| --------------- | --------- |
| Реал Мадрид     | 126,000   |
| Атлетико Мадрид | 140,000   |
| Бавария         | 135,000   |
| Барселона       | 132,000   |
| Ювентус         | 126,000   |
| Пари Сен-Жермен | 109,000   |
| Манчестер Сити  | 100,000   |
| Локомотив       | 22,500    |

| Корзина 2         | Корзина 2 |
| Команда           | Коэф.     |
| ----------------- | --------- |
| Боруссия Дортмунд | 89,000    |
| Порту             | 89,000    |
| Манчестер Юнайтед | 82,000    |
| Шахтёр            | 81,000    |
| Бенфика           | 80,000    |
| Наполи            | 78,000    |
| Тоттенхэм         | 67,000    |
| Рома              | 66,000    |

| Корзина 3 | Корзина 3 |
| Команда   | Коэф.     |
| --------- | --------- |
| Ливерпуль | 62,000    |
| Шальке 04 | 62,000    |
| Лион      | 59,500    |
| Монако    | 57,000    |
| Аякс      | 53,500    |
| ЦСКА      | 45,000    |
| ПСВ       | 36,000    |
| Валенсия  | 36,000    |

| Корзина 4        | Корзина 4 |
| Команда          | Коэф.     |
| ---------------- | --------- |
| Виктория Пльзень | 33,000    |
| Брюгге           | 29,500    |
| Янг Бойз         | 20,500    |
| Галатасарай      | 16,000    |
| Интер            | 16,000    |
| Хоффенхайм       | 14,285    |
| Црвена Звезда    | 10,750    |
| АЕК (Афины)      | 10,000    |

## Групповой этап
Основная статья: Лига чемпионов УЕФА 2018/2019 (составы)
Матчи группового этапа пройдут 18 и 19 сентября, 2 и 3 октября, 23 и 24 октября, 6 и 7 ноября, 27 и 28 ноября, 11 и 12 декабря 2018 года. Традиционное начало матчей — 21:00 по центральноевропейскому времени (CEST/CET), но два матча в каждый вторник и среду начнутся раньше, в 18:55 по центральноевропейскому времени (CEST/CET).
Время начала матчей: до 27 октября 2018 года (1, 2, 3 игровые туры) — центральноевропейское летнее время (UTC+2), после (4, 5, 6 игровые туры) — центральноевропейское время (UTC+1) (местное время, если оно отличается, указано в скобках).

### Группа A
| Поз | Команда           | И | В | Н | П | МЗ | МП | РМ  | О  | Квалификация                    |  | ДОР | АТЛ | БРЮ | МОН |
| --- | ----------------- | - | - | - | - | -- | -- | --- | -- | ------------------------------- |  | --- | --- | --- | --- |
| 1   | Боруссия Дортмунд | 6 | 4 | 1 | 1 | 10 | 2  | +8  | 13 | Выход в плей-офф Лиги чемпионов |  | —   | 4:0 | 0:0 | 3:0 |
| 2   | Атлетико Мадрид   | 6 | 4 | 1 | 1 | 9  | 6  | +3  | 13 | Выход в плей-офф Лиги чемпионов |  | 2:0 | —   | 3:1 | 2:0 |
| 3   | Брюгге            | 6 | 1 | 3 | 2 | 6  | 5  | +1  | 6  | Выбывание в Лигу Европы         |  | 0:1 | 0:0 | —   | 1:1 |
| 4   | Монако            | 6 | 0 | 1 | 5 | 2  | 14 | −12 | 1  |                                 |  | 0:2 | 1:2 | 0:4 | —   |

1. 1 2  Разница мячей в матчах между командами: «Боруссия Дортмунд» +2, «Атлетико Мадрид» –2.

| Брюгге | 0:1     | Боруссия Дортмунд |
| ------ | ------- | ----------------- |
|        | (отчёт) | 85′ Пулишич       |

| Монако      | 1:2     | Атлетико Мадрид           |
| ----------- | ------- | ------------------------- |
| Грансир 18′ | (отчёт) | 32′ Коста · 45+1′ Хименес |

| Атлетико Мадрид                | 3:1     | Брюгге        |
| ------------------------------ | ------- | ------------- |
| Гризманн 28′, 67′ · Коке 90+4′ | (отчёт) | 39′ Груневелд |

| Боруссия Дортмунд                            | 3:0     | Монако |
| -------------------------------------------- | ------- | ------ |
| Бруун Ларсен 51′ · Алькасер 72′ · Ройс 90+2′ | (отчёт) |        |

| Брюгге    | 1:1     | Монако    |
| --------- | ------- | --------- |
| Весли 39′ | (отчёт) | 32′ Силла |

| Боруссия Дортмунд                           | 4:0     | Атлетико Мадрид |
| ------------------------------------------- | ------- | --------------- |
| Витсель 38′ · Геррейру 73′, 89′ · Санчо 83′ | (отчёт) |                 |

| Монако | 0:4     | Брюгге                                           |
| ------ | ------- | ------------------------------------------------ |
|        | (отчёт) | 12′, 17′ (пен.) Ванакен · 24′ Весли · 85′ Вормер |

| Атлетико Мадрид          | 2:0     | Боруссия Дортмунд |
| ------------------------ | ------- | ----------------- |
| Сауль 33′ · Гризманн 80′ | (отчёт) |                   |

| Атлетико Мадрид        | 2:0     | Монако |
| ---------------------- | ------- | ------ |
| Коке 2′ · Гризманн 24′ | (отчёт) |        |

| Боруссия Дортмунд | 0:0     | Брюгге |
| ----------------- | ------- | ------ |
|                   | (отчёт) |        |

| Брюгге | 0:0     | Атлетико Мадрид |
| ------ | ------- | --------------- |
|        | (отчёт) |                 |

| Монако | 0:2     | Боруссия Дортмунд |
| ------ | ------- | ----------------- |
|        | (отчёт) | 15′, 88′ Геррейру |

### Группа B
| Поз | Команда           | И | В | Н | П | МЗ | МП | РМ | О  | Квалификация                    |  | БАР | ТОТ | ИНТ | ПСВ |
| --- | ----------------- | - | - | - | - | -- | -- | -- | -- | ------------------------------- |  | --- | --- | --- | --- |
| 1   | Барселона         | 6 | 4 | 2 | 0 | 14 | 5  | +9 | 14 | Выход в плей-офф Лиги чемпионов |  | —   | 1:1 | 2:0 | 4:0 |
| 2   | Тоттенхэм Хотспур | 6 | 2 | 2 | 2 | 9  | 10 | −1 | 8  | Выход в плей-офф Лиги чемпионов |  | 2:4 | —   | 1:0 | 2:1 |
| 3   | Интернационале    | 6 | 2 | 2 | 2 | 6  | 7  | −1 | 8  | Выбывание в Лигу Европы         |  | 1:1 | 2:1 | —   | 1:1 |
| 4   | ПСВ               | 6 | 0 | 2 | 4 | 6  | 13 | −7 | 2  |                                 |  | 1:2 | 2:2 | 1:2 | —   |

1. 1 2  Голы, забитые в выездных матчах между командами: «Тоттенхэм Хотспур» 1, «Интернационале» 0.

| Барселона                         | 4:0     | ПСВ |
| --------------------------------- | ------- | --- |
| Месси 31′, 77′, 87′ · Дембеле 74′ | (отчёт) |     |

| Интернационале            | 2:1     | Тоттенхэм Хотспур |
| ------------------------- | ------- | ----------------- |
| Икарди 85′ · Весино 90+2′ | (отчёт) | 53′ Эриксен       |

| Тоттенхэм Хотспур     | 2:4     | Барселона                                  |
| --------------------- | ------- | ------------------------------------------ |
| Кейн 52′ · Ламела 66′ | (отчёт) | 2′ Коутиньо · 28′ Ракитич · 56′, 87′ Месси |

| ПСВ         | 1:2     | Интернационале              |
| ----------- | ------- | --------------------------- |
| Росарио 27′ | (отчёт) | 44′ Наингголан · 60′ Икарди |

| ПСВ                      | 2:2     | Тоттенхэм Хотспур    |
| ------------------------ | ------- | -------------------- |
| Лосано 29′ · де Йонг 87′ | (отчёт) | 39′ Моура · 54′ Кейн |

| Барселона               | 2:0     | Интернационале |
| ----------------------- | ------- | -------------- |
| Рафинья 32′ · Альба 83′ | (отчёт) |                |

| Тоттенхэм Хотспур | 2:1     | ПСВ        |
| ----------------- | ------- | ---------- |
| Кейн 78′, 89′     | (отчёт) | 2′ Де Йонг |

| Интернационале | 1:1     | Барселона  |
| -------------- | ------- | ---------- |
| Икарди 87′     | (отчёт) | 83′ Малком |

| ПСВ         | 1:2     | Барселона            |
| ----------- | ------- | -------------------- |
| Де Йонг 83′ | (отчёт) | 61′ Месси · 70′ Пике |

| Тоттенхэм Хотспур | 1:0     | Интернационале |
| ----------------- | ------- | -------------- |
| Эриксен 80′       | (отчёт) |                |

| Барселона  | 1:1     | Тоттенхэм Хотспур |
| ---------- | ------- | ----------------- |
| Дембеле 7′ | (отчёт) | 85′ Лукас         |

| Интернационале | 1:1     | ПСВ        |
| -------------- | ------- | ---------- |
| Икарди 73′     | (отчёт) | 13′ Лосано |

### Группа C
| Поз | Команда         | И | В | Н | П | МЗ | МП | РМ  | О  | Квалификация                    |  | ПСЖ | ЛИВ | НАП | ЦРВ |
| --- | --------------- | - | - | - | - | -- | -- | --- | -- | ------------------------------- |  | --- | --- | --- | --- |
| 1   | Пари Сен-Жермен | 6 | 3 | 2 | 1 | 17 | 9  | +8  | 11 | Выход в плей-офф Лиги чемпионов |  | —   | 2:1 | 2:2 | 6:1 |
| 2   | Ливерпуль       | 6 | 3 | 0 | 3 | 9  | 7  | +2  | 9  | Выход в плей-офф Лиги чемпионов |  | 3:2 | —   | 1:0 | 4:0 |
| 3   | Наполи          | 6 | 2 | 3 | 1 | 7  | 5  | +2  | 9  | Выбывание в Лигу Европы         |  | 1:1 | 1:0 | —   | 3:1 |
| 4   | Црвена звезда   | 6 | 1 | 1 | 4 | 5  | 17 | −12 | 4  |                                 |  | 1:4 | 2:0 | 0:0 | —   |

1. 1 2  Голы, забитые во всех групповых матчах: «Ливерпуль» 9, «Наполи» 7.

| Ливерпуль                                        | 3:2     | Пари Сен-Жермен        |
| ------------------------------------------------ | ------- | ---------------------- |
| Старридж 30′ · Милнер 36′ (пен.) · Фирмино 90+1′ | (отчёт) | 40′ Мёнье · 83′ Мбаппе |

| Црвена Звезда | 0:0     | Наполи |
| ------------- | ------- | ------ |
|               | (отчёт) |        |

| Пари Сен-Жермен                                               | 6:1     | Црвена Звезда |
| ------------------------------------------------------------- | ------- | ------------- |
| Неймар 19′, 22′, 81′ · Кавани 37′ · Ди Мария 42′ · Мбаппе 70′ | (отчёт) | 74′ Марин     |

| Наполи      | 1:0     | Ливерпуль |
| ----------- | ------- | --------- |
| Инсинье 90′ | (отчёт) |           |

| Пари Сен-Жермен          | 2:2     | Наполи                    |
| ------------------------ | ------- | ------------------------- |
| Руй 61′ · ди Мария 90+3′ | (отчёт) | 29′ Инсинье · 77′ Мертенс |

| Ливерпуль                               | 4:0     | Црвена Звезда |
| --------------------------------------- | ------- | ------------- |
| Фирмино 20′ · Салах 45′, 51′ · Мане 80′ | (отчёт) |               |

| Црвена Звезда   | 2:0     | Ливерпуль |
| --------------- | ------- | --------- |
| Павков 22′, 29′ | (отчёт) |           |

| Наполи      | 1:1     | Пари Сен-Жермен |
| ----------- | ------- | --------------- |
| Инсинье 63′ | (отчёт) | 45+2′ Бернат    |

| Пари Сен-Жермен         | 2:1     | Ливерпуль                  |
| ----------------------- | ------- | -------------------------- |
| Бернат 13′ · Неймар 37′ | (отчёт) | 45+1′ (пен.) Джеймс Милнер |

| Наполи                        | 3:1     | Црвена Звезда  |
| ----------------------------- | ------- | -------------- |
| Хамшик 11′ · Мертенс 33′, 52′ | (отчёт) | 57′ Бен-Набуан |

| Ливерпуль | 1:0     | Наполи |
| --------- | ------- | ------ |
| Салах 34′ | (отчёт) |        |

| Црвена Звезда | 1:4     | Пари Сен-Жермен                                        |
| ------------- | ------- | ------------------------------------------------------ |
| Гобельич 56′  | (отчёт) | 10′ Кавани · 40′ Неймар · 74′ Маркиньос · 90+2′ Мбаппе |

### Группа D
| Поз | Команда     | И | В | Н | П | МЗ | МП | РМ | О  | Квалификация                    |  | ПОР | ШАЛ | ГАЛ | ЛОК |
| --- | ----------- | - | - | - | - | -- | -- | -- | -- | ------------------------------- |  | --- | --- | --- | --- |
| 1   | Порту       | 6 | 5 | 1 | 0 | 15 | 6  | +9 | 16 | Выход в плей-офф Лиги чемпионов |  | —   | 3:1 | 1:0 | 4:1 |
| 2   | Шальке 04   | 6 | 3 | 2 | 1 | 6  | 4  | +2 | 11 | Выход в плей-офф Лиги чемпионов |  | 1:1 | —   | 2:1 | 1:0 |
| 3   | Галатасарай | 6 | 1 | 1 | 4 | 5  | 8  | −3 | 4  | Выбывание в Лигу Европы         |  | 2:3 | 0:0 | —   | 3:0 |
| 4   | Локомотив   | 6 | 1 | 0 | 5 | 4  | 12 | −8 | 3  |                                 |  | 1:3 | 0:1 | 2:0 | —   |

| Галатасарай                                    | 3:0     | Локомотив |
| ---------------------------------------------- | ------- | --------- |
| Родригеш 9′ · Дердийок 67′ · Инан 90+4′ (пен.) | (отчёт) |           |

| Шальке 04  | 1:1     | Порту             |
| ---------- | ------- | ----------------- |
| Эмболо 64′ | (отчёт) | 75′ (пен.) Отавио |

| Локомотив | 0:1     | Шальке 04   |
| --------- | ------- | ----------- |
|           | (отчёт) | 88′ Маккени |

| Порту      | 1:0     | Галатасарай |
| ---------- | ------- | ----------- |
| Марега 49′ | (отчёт) |             |

| Локомотив        | 1:3     | Порту                                       |
| ---------------- | ------- | ------------------------------------------- |
| Ан. Миранчук 38′ | (отчёт) | 26′ (пен.) Марега · 35′ Эррера · 47′ Корона |

| Галатасарай | 0:0     | Шальке 04 |
| ----------- | ------- | --------- |
|             | (отчёт) |           |

| Порту                                              | 4:1     | Локомотив  |
| -------------------------------------------------- | ------- | ---------- |
| Эррера 2′ · Марега 43′ · Корона 67′ · Отавио 90+3′ | (отчёт) | 59′ Фарфан |

| Шальке 04               | 2:0     | Галатасарай |
| ----------------------- | ------- | ----------- |
| Бургшталлер 4′ · Ут 57′ | (отчёт) |             |

| Локомотив                      | 2:0     | Галатасарай |
| ------------------------------ | ------- | ----------- |
| Донк 43′ (авт.) · Игнатьев 54′ | (отчёт) |             |

| Порту                                   | 3:1     | Шальке 04           |
| --------------------------------------- | ------- | ------------------- |
| Милитан 52′ · Корона 55′ · Марега 90+4′ | (отчёт) | 89′ (пен.) Бенталеб |

| Галатасарай                        | 2:3     | Порту                                         |
| ---------------------------------- | ------- | --------------------------------------------- |
| Фегули 45+1′ (пен.) · Дердийок 65′ | (отчёт) | 17′ Фелипе · 42′ (пен.) Марега · 57′ Оливейра |

| Шальке 04  | 1:0     | Локомотив |
| ---------- | ------- | --------- |
| Шёпф 90+1′ | (отчёт) |           |

### Группа E
| Поз | Команда | И | В | Н | П | МЗ | МП | РМ  | О  | Квалификация                    |  | БАВ | АКС | БЕН | АЕК |
| --- | ------- | - | - | - | - | -- | -- | --- | -- | ------------------------------- |  | --- | --- | --- | --- |
| 1   | Бавария | 6 | 4 | 2 | 0 | 15 | 5  | +10 | 14 | Выход в плей-офф Лиги чемпионов |  | —   | 1:1 | 5:1 | 2:0 |
| 2   | Аякс    | 6 | 3 | 3 | 0 | 11 | 5  | +6  | 12 | Выход в плей-офф Лиги чемпионов |  | 3:3 | —   | 1:0 | 3:0 |
| 3   | Бенфика | 6 | 2 | 1 | 3 | 6  | 11 | −5  | 7  | Выбывание в Лигу Европы         |  | 0:2 | 1:1 | —   | 1:0 |
| 4   | АЕК     | 6 | 0 | 0 | 6 | 2  | 13 | −11 | 0  |                                 |  | 0:2 | 0:2 | 2:3 | —   |

| Аякс                                | 3:0     | АЕК |
| ----------------------------------- | ------- | --- |
| Тальяфико 46′, 90′ · Ван де Бек 77′ | (отчёт) |     |

| Бенфика | 0:2     | Бавария                       |
| ------- | ------- | ----------------------------- |
|         | (отчёт) | 10′ Левандовский · 54′ Саншеш |

| Бавария     | 1:1     | Аякс        |
| ----------- | ------- | ----------- |
| Хуммельс 4′ | (отчёт) | 22′ Мазрауи |

| АЕК                 | 2:3     | Бенфика                                   |
| ------------------- | ------- | ----------------------------------------- |
| Клонаридис 53′, 63′ | (отчёт) | 6′ Сеферович · 15′ Гримальдо · 74′ Семеду |

| АЕК | 0:2     | Бавария                         |
| --- | ------- | ------------------------------- |
|     | (отчёт) | 61′ Мартинес · 63′ Левандовский |

| Аякс          | 1:0     | Бенфика |
| ------------- | ------- | ------- |
| Мазрауи 90+2′ | (отчёт) |         |

| Бавария                      | 2:0     | АЕК |
| ---------------------------- | ------- | --- |
| Левандовский 31′ (пен.), 71′ | (отчёт) |     |

| Бенфика   | 1:1     | Аякс      |
| --------- | ------- | --------- |
| Жонас 29′ | (отчёт) | 61′ Тадич |

| АЕК | 0:2     | Аякс                  |
| --- | ------- | --------------------- |
|     | (отчёт) | 68′, 72′ (пен.) Тадич |

| Бавария                                              | 5:1     | Бенфика       |
| ---------------------------------------------------- | ------- | ------------- |
| Роббен 13′, 30′ · Левандовский 36′, 51′ · Рибери 76′ | (отчёт) | 46′ Фернандеш |

| Аякс                                    | 3:3     | Бавария                                  |
| --------------------------------------- | ------- | ---------------------------------------- |
| Тадич 61′, 82′ (пен.) · Тальяфико 90+5′ | (отчёт) | 13′, 87′ (пен.) Левандовский · 90′ Коман |

| Бенфика       | 1:0     | АЕК |
| ------------- | ------- | --- |
| Гримальдо 88′ | (отчёт) |     |

### Группа F
| Поз | Команда        | И | В | Н | П | МЗ | МП | РМ  | О  | Квалификация                    |  | МС  | ЛИО | ШАХ | ХОФ |
| --- | -------------- | - | - | - | - | -- | -- | --- | -- | ------------------------------- |  | --- | --- | --- | --- |
| 1   | Манчестер Сити | 6 | 4 | 1 | 1 | 16 | 6  | +10 | 13 | Выход в плей-офф Лиги чемпионов |  | —   | 1:2 | 6:0 | 2:1 |
| 2   | Олимпик Лион   | 6 | 1 | 5 | 0 | 12 | 11 | +1  | 8  | Выход в плей-офф Лиги чемпионов |  | 2:2 | —   | 2:2 | 2:2 |
| 3   | Шахтёр         | 6 | 1 | 3 | 2 | 8  | 16 | −8  | 6  | Выбывание в Лигу Европы         |  | 0:3 | 1:1 | —   | 2:2 |
| 4   | Хоффенхайм     | 6 | 0 | 3 | 3 | 11 | 14 | −3  | 3  |                                 |  | 1:2 | 3:3 | 2:3 | —   |

| Шахтёр                   | 2:2     | Хоффенхайм                |
| ------------------------ | ------- | ------------------------- |
| Исмаили 27′ · Майкон 81′ | (отчёт) | 6′ Гриллич · 38′ Нортвейн |

| Манчестер Сити | 1:2     | Олимпик Лион          |
| -------------- | ------- | --------------------- |
| Б. Силва 67′   | (отчёт) | 26′ Корне · 43′ Фекир |

| Хоффенхайм    | 1:2     | Манчестер Сити        |
| ------------- | ------- | --------------------- |
| Бельфодиль 1′ | (отчёт) | 7′ Агуэро · 87′ Силва |

| Олимпик Лион            | 2:2     | Шахтёр                 |
| ----------------------- | ------- | ---------------------- |
| Дембеле 70′ · Дюбуа 72′ | (отчёт) | 44′, 55′ Жуниор Мораес |

| Хоффенхайм                           | 3:3     | Олимпик Лион                          |
| ------------------------------------ | ------- | ------------------------------------- |
| Крамарич 32′, 47′ · Жоэлинтон 90+ 2′ | (отчёт) | Траоре 26′ · Ндомбеле 59′ · Депай 67′ |

| Шахтёр | 0:3     | Манчестер Сити                      |
| ------ | ------- | ----------------------------------- |
|        | (отчёт) | Сильва 30′ · Ляпорт 35′ · Силва 70′ |

| Олимпик Лион             | 2:2     | Хоффенхайм                      |
| ------------------------ | ------- | ------------------------------- |
| Фекир 19′ · Ндомбеле 28′ | (отчёт) | 65′ Крамарич · 90+2′ Кадержабек |

| Манчестер Сити                                                                      | 6:0     | Шахтёр |
| ----------------------------------------------------------------------------------- | ------- | ------ |
| Сильва 13′ · Габриэл Жезус 24′ (пен.), 72′ (пен.), 90+2′ · Стерлинг 49′ · Марез 84′ | (отчёт) |        |

| Хоффенхайм               | 2:3     | Шахтёр                          |
| ------------------------ | ------- | ------------------------------- |
| Крамарич 17′ · Цубер 40′ | (отчёт) | 14′ Исмаили · 15′, 90+2′ Тайсон |

| Олимпик Лион   | 2:2     | Манчестер Сити          |
| -------------- | ------- | ----------------------- |
| Корне 55′, 81′ | (отчёт) | 62′ Ляпорт · 83′ Агуэро |

| Шахтёр            | 1:1     | Олимпик Лион |
| ----------------- | ------- | ------------ |
| Жуниор Мораес 22′ | (отчёт) | 65′ Фекир    |

| Манчестер Сити  | 2:1     | Хоффенхайм          |
| --------------- | ------- | ------------------- |
| Сане 45+1′, 61′ | (отчёт) | 16′ (пен.) Крамарич |

### Группа G
| Поз | Команда          | И | В | Н | П | МЗ | МП | РМ | О  | Квалификация                    |  | РМ  | РОМ | ПЛЗ | ЦСКА |
| --- | ---------------- | - | - | - | - | -- | -- | -- | -- | ------------------------------- |  | --- | --- | --- | ---- |
| 1   | Реал Мадрид      | 6 | 4 | 0 | 2 | 12 | 5  | +7 | 12 | Выход в плей-офф Лиги чемпионов |  | —   | 3:0 | 2:1 | 0:3  |
| 2   | Рома             | 6 | 3 | 0 | 3 | 11 | 8  | +3 | 9  | Выход в плей-офф Лиги чемпионов |  | 0:2 | —   | 5:0 | 3:0  |
| 3   | Виктория Пльзень | 6 | 2 | 1 | 3 | 7  | 16 | −9 | 7  | Выбывание в Лигу Европы         |  | 0:5 | 2:1 | —   | 2:2  |
| 4   | ЦСКА             | 6 | 2 | 1 | 3 | 8  | 9  | −1 | 7  |                                 |  | 1:0 | 1:2 | 1:2 | —    |

1. 1 2  Очки, заработанные в матчах между командами: «Виктория Пльзень» 4, ЦСКА 1.

| Реал Мадрид                         | 3:0     | Рома |
| ----------------------------------- | ------- | ---- |
| Иско 45′ · Бэйл 58′ · Мариано 90+2′ | (отчёт) |      |

| Виктория Пльзень  | 2:2     | ЦСКА                            |
| ----------------- | ------- | ------------------------------- |
| Крменчик 29′, 41′ | (отчёт) | 49′ Чалов · 90+5′ (пен.) Влашич |

| ЦСКА      | 1:0     | Реал Мадрид |
| --------- | ------- | ----------- |
| Влашич 2′ | (отчёт) |             |

| Рома                                            | 5:0     | Виктория Пльзень |
| ----------------------------------------------- | ------- | ---------------- |
| Джеко 3′, 40′, 90+2′ · Ундер 64′ · Клюйверт 73′ | (отчёт) |                  |

| Рома                       | 3:0     | ЦСКА |
| -------------------------- | ------- | ---- |
| Джеко 30′, 43′ · Ундер 50′ | (отчёт) |      |

| Реал Мадрид               | 2:1     | Виктория Пльзень |
| ------------------------- | ------- | ---------------- |
| Бензема 11′ · Марсело 55′ | (отчёт) | 78′ Грошовский   |

| ЦСКА           | 1:2     | Рома                             |
| -------------- | ------- | -------------------------------- |
| Сигурдссон 51′ | (отчёт) | 4′ Манолас · 59′ Лор. Пеллегрини |

| Виктория Пльзень | 0:5     | Реал Мадрид                                            |
| ---------------- | ------- | ------------------------------------------------------ |
|                  | (отчёт) | 21′, 37′ Бензема · 23′ Каземиро · 40′ Бэйл · 67′ Кроос |

| ЦСКА              | 1:2     | Виктория Пльзень         |
| ----------------- | ------- | ------------------------ |
| Влашич 10′ (пен.) | (отчёт) | 56′ Прохазка · 81′ Гейда |

| Рома | 0:2     | Реал Мадрид           |
| ---- | ------- | --------------------- |
|      | (отчёт) | 47′ Бэйл · 59′ Васкес |

| Реал Мадрид | 0:3     | ЦСКА                                      |
| ----------- | ------- | ----------------------------------------- |
|             | (отчёт) | 37′ Чалов · 43′ Щенников · 74′ Сигурдссон |

| Виктория Пльзень         | 2:1     | Рома      |
| ------------------------ | ------- | --------- |
| Коваржик 62′ · Хорый 72′ | (отчёт) | 68′ Ундер |

### Группа H
| Поз | Команда           | И | В | Н | П | МЗ | МП | РМ | О  | Квалификация                    |  | ЮВЕ | МЮ  | ВАЛ | ЯНГ |
| --- | ----------------- | - | - | - | - | -- | -- | -- | -- | ------------------------------- |  | --- | --- | --- | --- |
| 1   | Ювентус           | 6 | 4 | 0 | 2 | 9  | 4  | +5 | 12 | Выход в плей-офф Лиги чемпионов |  | —   | 1:2 | 1:0 | 3:0 |
| 2   | Манчестер Юнайтед | 6 | 3 | 1 | 2 | 7  | 4  | +3 | 10 | Выход в плей-офф Лиги чемпионов |  | 0:1 | —   | 0:0 | 1:0 |
| 3   | Валенсия          | 6 | 2 | 2 | 2 | 6  | 6  | 0  | 8  | Выбывание в Лигу Европы         |  | 0:2 | 2:1 | —   | 3:1 |
| 4   | Янг Бойз          | 6 | 1 | 1 | 4 | 4  | 12 | −8 | 4  |                                 |  | 2:1 | 0:3 | 1:1 | —   |

| Янг Бойз | 0:3     | Манчестер Юнайтед                    |
| -------- | ------- | ------------------------------------ |
|          | (отчёт) | 35′, 44′ (пен.) Погба · 66′ Марсьяль |

| Валенсия | 0:2     | Ювентус                       |
| -------- | ------- | ----------------------------- |
|          | (отчёт) | 45′ (пен.), 51′ (пен.) Пьянич |

| Ювентус             | 3:0     | Янг Бойз |
| ------------------- | ------- | -------- |
| Дибала 5′, 33′, 69′ | (отчёт) |          |

| Манчестер Юнайтед | 0:0     | Валенсия |
| ----------------- | ------- | -------- |
|                   | (отчёт) |          |

| Янг Бойз        | 1:1     | Валенсия     |
| --------------- | ------- | ------------ |
| Оаро 55′ (пен.) | (отчёт) | 26′ Батшуайи |

| Манчестер Юнайтед | 0:1     | Ювентус    |
| ----------------- | ------- | ---------- |
|                   | (отчёт) | Дибала 17′ |

| Валенсия                  | 3:1     | Янг Бойз   |
| ------------------------- | ------- | ---------- |
| Мина 14′, 42′ · Солер 56′ | (отчёт) | 37′ Ассале |

| Ювентус               | 1:2     | Манчестер Юнайтед             |
| --------------------- | ------- | ----------------------------- |
| Криштиану Роналду 65′ | (отчёт) | 86′ Мата · 90′ (авт.) Бонуччи |

| Манчестер Юнайтед | 1:0     | Янг Бойз |
| ----------------- | ------- | -------- |
| Феллайни 90+1′    | (отчёт) |          |

| Ювентус       | 1:0     | Валенсия |
| ------------- | ------- | -------- |
| Манджукич 59′ | (отчёт) |          |

| Янг Бойз             | 2:1     | Ювентус    |
| -------------------- | ------- | ---------- |
| Оаро 30′ (пен.), 68′ | (отчёт) | 80′ Дибала |

| Валенсия                     | 2:1     | Манчестер Юнайтед |
| ---------------------------- | ------- | ----------------- |
| Солер 17′ · Джонс 47′ (авт.) | (отчёт) | 87′ Рашфорд       |

## Статистика

### Бомбардиры
| Место | Игрок              | Клуб              | ГЗ(П) |
| ----- | ------------------ | ----------------- | ----- |
| 1     | Роберт Левандовски | Бавария           | 8(2)  |
| 2     | Лионель Месси      | Барселона         | 6     |
| 3     | Эдин Джеко         | Рома              | 5     |
| 3     | Пауло Дибала       | Ювентус           | 5     |
| 3     | Неймар             | Пари Сен-Жермен   | 5     |
| 3     | Андрей Крамарич    | Хоффенхайм        | 5(1)  |
| 3     | Мусса Марега       | Порту             | 5(2)  |
| 3     | Душан Тадич        | Аякс              | 5(2)  |
| 4     | Рафаэл Геррейру    | Боруссия Дортмунд | 4     |
| 4     | Антуан Гризманн    | Атлетико Мадрид   | 4     |
| 4     | Мауро Икарди       | Интер             | 4     |
| 4     | Гарри Кейн         | Тоттенхэм         | 4     |
| 5     | Карим Бензема      | Реал Мадрид       | 3     |
| 5     | Гарет Бейл         | Реал Мадрид       | 3     |
| 5     | Максвелл Корне     | Лион              | 3     |
| 5     | Хесус Корона       | Порту             | 3     |
| 5     | Килиан Мбаппе      | ПСЖ               | 3     |
| 5     | Дрис Мертенс       | Наполи            | 3     |
| 5     | Давид Сильва       | Манчестер Сити    | 3     |
| 5     | Николас Тальяфияко | Аякс              | 3     |
| 5     | Набиль Фекир       | Лион              | 3     |
| 5     | Дженгиз Ундер      | Рома              | 3     |
| 5     | Люк де Йонг        | ПСВ               | 3     |
| 5     | Лоренцо Инсинье    | Наполи            | 3(1)  |
| 5     | Поль Погба         | Манчестер Юнайтед | 3(1)  |
| 5     | Мохаммед Салах     | Ливерпуль         | 3(1)  |
| 5     | Никола Влашич      | ЦСКА Москва       | 3(2)  |
| 5     | Гийом Оаро         | Янг Бойз          | 3(2)  |

### Хет-трики
| Игрок         | Клуб            | Соперник         | Счёт | Дата             |
| ------------- | --------------- | ---------------- | ---- | ---------------- |
| Лионель Месси | Барселона       | ПСВ              | 4:0  | 18 сентября 2018 |
| Пауло Дибала  | Ювентус         | Янг Бойз         | 3:0  | 2 октября 2018   |
| Эдин Джеко    | Рома            | Виктория Пльзень | 5:0  | 2 октября 2018   |
| Неймар        | Пари Сен-Жермен | Црвена Звезда    | 6:1  | 3 октября 2018   |
| Габриэл Жезус | Манчестер Сити  | Шахтёр           | 6:0  | 7 октября 2018   |

## Комментарии
1. 1 2 3  «Тоттенхэм Хотспур» проведёт свой домашний матч против «Барселоны» на «Уэмбли», вместо нового домашнего стадиона «Тоттенхэм Хотспур» из-за заддержек с вводом последнего в эксплуатацию.
2. 1 2 3  «Шахтёр» проводит домашние матчи на стадионе «Металлист» в Харькове вместо стадиона «Донбасс Арена» в Донецке из-за событий, связанных с вооружённым конфликтом в Донбассе.
3. 1 2  Два домашних матча «Лиона» пройдут без зрителей в качестве дисциплинарного наказания, наложенного УЕФА.[9]